# Карантинний (мис, Керченська протока)
36°31′10″ 45°21′10″ пн. ш. 36°31′10″ сх. д. / 45.35278° пн. ш. 36.51944° сх. д.
Каранти́нний (крим. Karantın burun) — мис на північному сході Керченського півострова, розташований на території Керченського району. Знаходиться на узбережжі Керченської протоки Азовського моря.

## Географічні особливості
Мис Карантинний виступає в акваторію Керченської бухти. Його максимальна висота становить 16,8 метра, ця точка є опорним тригонометричним пунктом.
Берегова лінія мису має підводні та надводні камені, що створюють складнощі для судноплавства. На півночі та сході від мису розташовані пляжі, які використовуються для відпочинку.

## Історія
На мисі Карантинний знаходиться городище Мірмекій — залишки давньогрецького міста, заснованого у VI столітті до н. е. Мірмекій був частиною Боспорського царства та відігравав важливу роль у торгівлі й культурному обміні в регіоні.

## Сучасність
- Транспортна інфраструктура: На півночі мис межує з житловими районами Керчі. Поруч проходить вулиця Войкова, яка зараз є частиною автомобільної дороги Новоросійськ — Керч.
- Туризм: Пляжі поблизу мису є популярними серед мешканців і туристів.
- Археологія: Городище Мірмекій залишається важливим об'єктом для наукових досліджень та археологічних розкопок.

## Додаткова інформація
- Природні особливості: Мис має характерний рельєф із висотами до 16,8 метра, що забезпечує гарні краєвиди на Керченську протоку.
- Мірмекій: Це давнє місто відіграло важливу роль в економічному й культурному житті Боспорського царства. Сьогодні його руїни є пам'яткою історії.